# Теорема Люка
В математике теоремой Люка́ называется следующее утверждение об остатке от деления биномиального коэффициента {\displaystyle {\tbinom {m}{n}}} на простое число p:
{\displaystyle {\binom {m}{n}}\equiv \prod _{i=0}^{k-1}{\binom {m_{i}}{n_{i}}}{\pmod {p}},}
где {\displaystyle m=(m_{k-1},\dots ,m_{0})_{p}} и {\displaystyle n=(n_{k-1},\dots ,n_{0})_{p}} — представления чисел m и n в p-ричной системе счисления.
В частности, биномиальный коэффициент {\displaystyle {\tbinom {m}{n}}} делится на простое число p нацело тогда и только тогда, когда хотя бы одна p-ричная цифра числа n превышает соответствующую цифру числа m.
Теорема была впервые выведена французским математиком Эдуардом Люка в 1878 году.

## Доказательство
Рассмотрим коэффициент при {\displaystyle x^{n}} в многочлене {\displaystyle (x+1)^{m}} над конечным полем {\displaystyle GF(p)}. С одной стороны, он попросту равен {\displaystyle {\tbinom {m}{n}}}. С другой стороны, так как
{\displaystyle (x+1)^{m}=\prod _{i=0}^{k-1}(x+1)^{m_{i}p^{i}}\equiv \prod _{i=0}^{k-1}(x^{p^{i}}+1)^{m_{i}}{\pmod {p}},}
то, чтобы из последнего произведения получить коэффициент при {\displaystyle x^{n}}, нужно из нулевого сомножителя взять коэффициент при {\displaystyle x^{n_{0}}}, из первого — коэффициент при {\displaystyle x^{n_{1}p}}, a в общем случае из {\displaystyle i}-го сомножителя — коэффициент при {\displaystyle x^{n_{i}p^{i}}}. Приравнивая коэффициенты, получаем
{\displaystyle {\binom {m}{n}}\equiv \prod _{i=0}^{k-1}{\binom {m_{i}}{n_{i}}}{\pmod {p}}.}